# László Kovács (politiker)
László Kovács, född 3 juli 1939 i Budapest, Kungariket Ungern, är en ungersk politiker och EU-kommissionär 2004-2010. 
Kovács var ordförande för internationella avdelningen i det Ungerska kommunistpartiets centralkommitté 1975-1986, biträdande utrikesminister 1986-1989 och statssekreterare vid utrikesministeriet 1989-1990. Efter revolutionen 1989 blev han medlem i Ungerns socialistiska parti som var det gamla kommunistpartiets demokratiska efterföljare. Han var ledamot av parlamentets utrikesutskott från 1990 och dess ordförande 1993-1994. Han var utrikesminister 1994-1998 och 2002-2004 samt partiordförande för socialistpartiet 1998-2004. 
Kovács var utrikesminister när Ungern blev medlem i Europeiska unionen 1 maj 2004 och var nominerad som ungersk kommissionär med ansvar för energifrågor i första Barroso-kommissionen som tillträdde i november 2004. Efter att Europaparlamentet riktat kritik mot honom tilldelades han istället ansvaret för skatter och tullar. Han avgick från denna post 2010 i samband med tillträdet av Kommissionen Barroso II. 

## Fotnoter
1. ↑  MAK, PLWABN-ID: 9810685965305606.[källa från Wikidata]
2. ↑  Munzinger Personen, Munzinger person-ID: 00000021189, läst: 9 oktober 2017.[källa från Wikidata]
3. 1 2  läs online, www.assembly.coe.int .[källa från Wikidata]
4. ↑  József Bölöny & László Hubai, Magyarország kormányai, femte utgåvan, Akadémiai Kiadó, 2004, s. 216.[källa från Wikidata]